# دلافين جناحية
الدلافين الجناحية (الاسم العلمي: Delphinapterinae) هي أسرة من الحيتانيات تتبع فصيلة الحيتان البيضاء.

## أجناس الدلافين الجناحية
- الحوت الأبيض أو الدلفين الجناحي
- ذنب الأسد
  - ذنب الأسد قصير الرأس